# Abramová
Abramová (in ungherese Turócábrahámfalva) è un comune della Slovacchia facente parte del distretto di Turčianske Teplice, nella regione di Žilina.